# Monte Baldo
Monte Baldo – masyw górski w paśmie Prealpi Gardesane, w Alpach Wschodnich. Leży na granicy regionów Trydent-Górna Adyga i Wenecja Euganejska, w północnych Włoszech. Masyw, wydłużony w linii północ-południe, ciągnie się po wschodniej stronie jeziora Garda, a od głównego zrębu Prealp Gardezańskich oddziela go niska przełęcz San Giovanni (287 m n.p.m.). Posiada wiele wierzchołków, z których najwyższy - Valdritta - wznosi się na 2218 m n.p.m.